# Victor Henri-Joseph Brahain Ducange
Pour les articles homonymes, voir Ducange.
Victor Henri-Joseph Brahain Ducange, né le 24 novembre 1783 à La Haye et mort le 15 octobre 1833 à Paris, est un romancier et auteur dramatique français.

## Biographie
Fils de parents belges, son père était journaliste chez Gazette de Leyde et après secrétaire de l’ambassade française en Hollande. Il fut envoyé, fort jeune, à Paris, où il fit de très bonnes études. À sa sortie du collège, quelques années de voyages complétèrent son éducation. De retour à Paris, en 1807, il entra en qualité d’employé dans l’administration du cadastre, et passa ensuite dans celle des douanes. Ayant perdu cette place à la Restauration, il ne demanda plus dès ce moment ses moyens d’existence qu’à sa plume féconde.
Ducange occupa sous l’Empire un emploi au ministère du commerce, mais se consacra surtout à la littérature. En moins de vingt ans, il produisit 60 volumes de romans. Comme il frondait, dans ses ouvrages, imprégnés des idées libérales et dirigés contre le gouvernement ou les congréganistes, les abus de l’Ancien Régime qu’on voulait faire revivre, il s’attira des condamnations politiques. Il fut aussi poursuivi pour l’immoralité de ses écrits, quoique les licences de sa plume n’égalassent pas celles de Pigault-Lebrun. Un petit journal, qu’il publia en 1822, sous le titre du Diable rose, lui attira une condamnation pour injures à l’Académie française.
Le nom de Ducange est surtout resté attaché à ses mélodrames. Le plus célèbre, Trente ans, ou la Vie d’un joueur (Porte-Saint-Martin, 1827), avec Beudin et Goubaux, fut regardé comme une des plus fortes conceptions du genre et, par les nouveautés qu’il introduisait dans le plan et les détails, il a pris date dans la révolution dramatique moderne. Le talent de Frédérick Lemaître en grandit encore le succès, qui s’est soutenu après la mort de Ducange et s’est reproduit à de nombreuses reprises. Jules Janin a dit de l’auteur : « C’était un homme fécond en inventions terribles... Il comprenait à merveille le parterre des boulevards. Il avait pénétré très avant le secret de ses instincts, de ses haines, de ses amours, de ses superstitions et de ses terreurs. Il s’appliqua à mettre dans ses œuvres les seules choses qui épouvantent le peuple : le jeu, l’incendie, la pauvreté, les haillons, l’échafaud et le bourreau... Avec une érudition peu commune, une profonde connaissance et une très grande étude des modèles, Victor Ducange était parvenu, à force de travail, à pervertir complètement sa pensée... Il avait fallu à cet homme plus de soins pour arriver à ce drame bizarre, saccadé, sans transitions, pour se donner ce style heurté, faux et médiocre, qu’il n’en faudrait à un autre pour arriver à un style dramatique correct. »
Ses autres pièces sont : Palmerin, ou le Solitaire des Gaules, en trois actes (1813) ; Pharamond, ou l’Entrée des Francs dans les Gaules, en trois actes (1813) ; le Prince de Norvège, ou la Bague de fer, en trois actes (1818) ; la Maison du Corrégidor, ou Ruse et malice, en trois actes (1819) ; le Prisonnier vénitien, en trois actes, avec Dupetit-Méré (1819) ; la Tante à marier, vaudeville en un acte (1819) ; Calas, en trois actes (1819) ; Thérèse, ou l’Orpheline de Genève, en trois actes (1820) ; le Colonel et le Soldat, en trois actes (1820) ; la Suédoise, en trois actes (1821) ; Élodie, ou la Vierge du monastère, en trois actes (1822) ; les Diamants, en trois actes (1824.) ; Lisbeth, en trois actes (1823) ; Mac Doivell, en trois actes (1826) ; la Fiancée de Lammermoor, en trois actes (1828) ; Polder, ou le Bourreau d’Amsterdam, avec Pixérécourt, en trois actes (1828) ; le Jésuite, avec Pixérécourt, en trois actes (1830) ; l’Oiseau bleu, avec Simonnin, féerie en deux actes (1831) ; Il y a seize ans, en trois actes (1831) ; la Vendetta, ou la Fiancée corse, en trois actes (1831), etc.
Les romans de Victor Ducange eurent un grand succès, dus à l’intérêt de l’action dramatique, à la vivacité d’un style quelquefois peu correct, et aux allusions politiques : Agathe, ou le Petit Vieillard de Calais (Paris, 1819, 2 vol. in-12) ; Albert, ou les Amants missionnaires (1820, 2 vol. in-12) ; Valentine, ou le Pasteur d’Uzès (1821, 3 vol. in-12) ; Léonide, ou la Vieille de Suresnes (1823., 5 vol. in-12) ; Thélène, ou l’Amour et la Guerre (1823, 4 vol. in-12) ; la Luthérienne (1825, 6 vol. in-12) ; le Médecin confesseur (1825, 6 vol. in-12) ; les Trois Filles de la Veuve (1826, 6 vol. in-12) ; l’Artiste et le Soldat (1827, 5 vol, in-12) ; Isaurine (1830, 5 vol. in-12) ; Ludovica (1830, 6 vol. in-12) ; Marc Loricot (1832, 6 vol. in-12) ; les Mœurs, contes et nouvelles (1834, 2 vol. in-12); Joasine, ou la Fille du prêtre (1835, 5 vol, in-12).
Il a été inhumé le 27 octobre 1833 au cimetière Montmartre, 9e division, 2e ligne, n° 16, quelques mètres à gauche de la tombe de Pierre-Philippe Thomire. Son épouse, Marie-Anne Colombier l'a rejoint le 23 février 1851.

## Œuvres
Théâtre
- Palmerin, ou le Solitaire des Gaules, en trois actes (1813)
- Pharamond, ou l’Entrée des Francs dans les Gaules, en trois actes (1813)
- Le Prince de Norvège, ou la Bague de fer, en trois actes (1818)
- Calas, en trois actes (1819)
- La Maison du Corrégidor, ou Ruse et malice, en trois actes (1819)
- La Tante à marier, vaudeville en un acte (1819)
- Le Prisonnier vénitien, en trois actes, avec Dupetit-Méré (1819)
- Thérèse, ou l’Orpheline de Genève, en trois actes (1820)
- Le Colonel et le Soldat, en trois actes (1820)
- La Suédoise, en trois actes (1821)
- Élodie, ou la Vierge du monastère, en trois actes (1822)
- Lisbeth, en trois actes (1823)
- Les Diamants, en trois actes (1824)
- Mac Doivell, en trois actes (1826)
- Trente ans ou la vie d'un joueur (1827)
- La Fiancée de Lammermoor, en trois actes (1828)
- Polder, ou le Bourreau d’Amsterdam, avec Pixérécourt, en trois actes (1828)
- Sept heures ou Charlotte Corday, mélodrame en 3 actes de Victor Ducange et Auguste Anicet-Bourgeois, Théâtre de la Porte-Saint-Martin, 23 mars 1829
- Le Jésuite, avec Pixérécourt, en trois actes (1830)
- Il y a seize ans, en trois actes (1831)
- La Vendetta, ou la Fiancée corse, en trois actes (1831)
- l’Oiseau bleu, avec Simonnin, féerie en deux actes (1831)

Romans
- Agathe, ou le Petit Vieillard de Calais (Paris, 1819, 2 vol. in-12)
- Albert, ou les Amants missionnaires (1820, 2 vol. in-12)
- Isaurine (1830, 5 vol. in-12)
- Joasine, ou la Fille du prêtre (1835, 5 vol, in-12).
- La Luthérienne (1825, 6 vol. in-12)
- Le Médecin confesseur (1825, 6 vol. in-12)
- Les Mœurs, contes et nouvelles (1834, 2 vol. in-12)
- Les Trois Filles de la Veuve (1826, 6 vol. in-12)
- Léonide, ou la Vieille de Suresnes (1823, 5 vol. in-12)
- Ludovica (1830, 6 vol. in-12)
- L’Artiste et le Soldat (1827, 5 vol, in-12)
- Marc Loricot (1832, 6 vol. in-12)
- Valentine ou le Pasteur d'Uzès (1820), Cet ouvrage, où il flétrit les massacres de 1815, lui valut sept mois de prison.

## Source
- Gustave Vapereau, Dictionnaire universel des littératures, Paris, Hachette, 1876, p. 661